# Persische Keilschrift

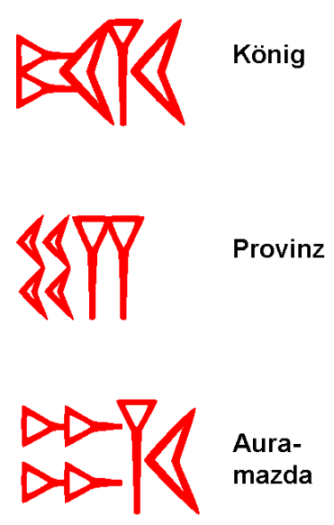
3 der 5 Logogramme der persischen Keilschrift

Die (alt)persische Keilschrift ist die jüngste und einfachste Form der Keilschrift. Sie wurde von dem Mündener Sprachwissenschaftler und Altertumsforscher Georg Friedrich Grotefend und dem britischen Offizier Henry Creswicke Rawlinson entziffert.
Das bekannteste Dokument ist die dreisprachige sogenannte Behistun-Inschrift des Königs Darius I. auf einer Felswand in der Nähe des persischen Ortes Behistun. In dieser altpersischen Inschrift behauptet Darius, der Erfinder dieser Schrift zu sein. Die Tatsache, dass die persische Keilschrift nicht die offizielle Schrift des Achämeniden-Reiches war, legt die Vermutung nahe, dass sie nicht historisch entstanden ist, sondern eine bewusste Neuschöpfung war. Sie besteht aus lediglich 41 Zeichen. Davon sind 36 Phonogramme, 5 häufig gebrauchte Logogramme und 1 Trennungszeichen.

## Entzifferung
Während Rawlinson sein Leben riskierte, um die Keilschrift zu entziffern, löste Grotefend das Rätsel am Schreibtisch. Vorausgegangen war eine Wette, in der er behauptete, dass er eine Schrift entziffern könne, von der er nicht einmal wusste, in welcher Sprache sie geschrieben sei.
Als Griechischlehrer kannte Grotefend die persischen Könige. Dann bestimmte er zehn der 37 Zeichen eines ihm vorgelegten Textes aus Persepolis, indem er von jener Form der Namen ausging, wie sie in der Avesta vorkamen. Grotefend stellte fest, dass die gesuchten Könige weder Kyros I. noch Kambyses I. sein konnten, da beide Namen mit demselben Laut beginnen, die Anfangszeichen der gesuchten Könige hingegen verschieden waren. Es konnte sich auch nicht um Kyros oder Artaxerxes I. handeln, da diese beiden Namen unterschiedlich lang waren. Es blieben also nur noch Darius I. und Xerxes I.
Seine Ergebnisse präsentierte er in seinem Manuskript Praevia de cuneatis quas vocant inscriptionibus Persepolitanis legendis et explicandis relatio, das er 1802 und 1803 in vier Teilen der Königlichen Gesellschaft der Wissenschaft in Göttingen vorlegte, von dem aber zunächst nur kurze Auszüge gedruckt wurden. Das vollständige Manuskript liegt erst seit 1893 gedruckt vor.
1835 besuchte Rawlinson das Felsenrelief von Behistun. Er ließ sich an der Felswand abseilen und kopierte die 18 Meter lange dreisprachige Inschrift (altpersisch, elamisch und babylonisch), die das Relief einfasst. 1846 veröffentlichte er die Übersetzung der vollständigen Behistun-Inschrift. Es lässt sich heute weder beweisen noch ausschließen, dass Rawlinson von der Arbeit Grotefends wusste, die erst Ende des Jahrhunderts im Druck erschien.

## Unicode
Die persische Keilschrift ist mit Release-Version 4.1 seit März 2005 Teil des Unicode-Standards.
Der Unicode-Block des Altpersischen umfasst den Bereich U+103A0–U+103DF:
| Altpersisch |   |   |   |   |   |   |   |   |   |   |   |   |   |   |   |   |
|             | 0 | 1 | 2 | 3 | 4 | 5 | 6 | 7 | 8 | 9 | A | B | C | D | E | F |
| U+103Ax     | 𐎠 | 𐎡 | 𐎢 | 𐎣 | 𐎤 | 𐎥 | 𐎦 | 𐎧 | 𐎨 | 𐎩 | 𐎪 | 𐎫 | 𐎬 | 𐎭 | 𐎮 | 𐎯 |
| U+103Bx     | 𐎰 | 𐎱 | 𐎲 | 𐎳 | 𐎴 | 𐎵 | 𐎶 | 𐎷 | 𐎸 | 𐎹 | 𐎺 | 𐎻 | 𐎼 | 𐎽 | 𐎾 | 𐎿 |
| U+103Cx     | 𐏀 | 𐏁 | 𐏂 | 𐏃 |   |   |   |   | 𐏈 | 𐏉 | 𐏊 | 𐏋 | 𐏌 | 𐏍 | 𐏎 | 𐏏 |
| U+103Dx     | 𐏐 | 𐏑 | 𐏒 | 𐏓 | 𐏔 | 𐏕 |   |   |   |   |   |   |   |   |   |   |